# (10020) Bagenal
(10020) Bagenal est un astéroïde de la ceinture principale.

## Description
(10020) Bagenal est un astéroïde de la ceinture principale. Il fut découvert le 24 juillet 1979 à l'observatoire Palomar par Schelte J. Bus. Il présente une orbite caractérisée par un demi-grand axe de 3,12 UA, une excentricité de 0,07 et une inclinaison de 4,8° par rapport à l'écliptique.
Il est nommé d'après l'astrophysicienne américaine Frances Bagenal (en).